# Nhạc pop Latinh
Nhạc pop Latinh hay nhạc pop Latin (tiếng Tây Ban Nha và Bồ Đào Nha: Pop latino) ý chỉ dòng nhạc pop có chứa âm giọng hay ảnh hưởng từ khu vực Mỹ Latinh, nhưng nó còn có thể mang nghĩa là nhạc pop đến từ bất kỳ nơi đâu trong thế giới nói tiếng Tây Ban Nha. Nhạc pop Latinh thường kết hợp âm nhạc Latinh lạc quan, vui vẻ với nhạc pop Mỹ. Dòng nhạc này thông thường có liên hệ với nhạc pop, rock và nhạc dance tiếng Tây Ban Nha.

## Tại Việt Nam
Bên cạnh các ca khúc Âu-Mỹ thịnh hành được thể hiện bằng tiếng Anh thì những bản hit nhạc pop Latinh là dấu ấn khó quên trong lòng các fan yêu nhạc trên toàn thế giới, trong đó có Việt Nam. Một số bài hát nhạc pop Latinh đã và đang được khán giả Việt yêu thích như:
| STT | Tên bài hát         | Nghệ sĩ thể hiện            | Album                                       | Hãng thu âm                                                                                | Năm phát hành | Quốc gia    |
| --- | ------------------- | --------------------------- | ------------------------------------------- | ------------------------------------------------------------------------------------------ | ------------- | ----------- |
| 1   | Ilariê              | Xuxa                        | Xou da Xuxa 3                               | Som Livre                                                                                  | 1988          | Brasil      |
| 2   | Livin' la Vida Loca | Ricky Martin                | Ricky Martin                                | Columbia Records                                                                           | 1999          | Puerto Rico |
| 3   | Bailamos            | Enrique Iglesias            | - Nhạc phim Wild Wild West - Cosas del Amor | Fonovisa Records, Interscope Records, Overbrook Entertainment, Universal Music Group (UMG) | 1999          | Tây Ban Nha |
| 4   | Corazón De Melao    | Emmanuel                    | Sentirme vivo                               | Universal Music Group (UMG)                                                                | 1999          | México      |
| 5   | Hips Don't Lie      | Shakira ft. Wyclef Jean     | Oral Fixation, Vol. 2                       | Epic Records, Sony Music Entertainment (SME)                                               | 2006          | Colombia    |
| 6   | Bailando            | Enrique Iglesias            | Sex and Love                                | Republic Record                                                                            | 2014          | Tây Ban Nha |
| 7   | Despacito           | Luis Fonsi ft. Daddy Yankee | Vida                                        | Universal Music Latin Entertainment                                                        | 2017          | Puerto Rico |